# Claude Llabres
Claude Llabres, né le 20 mai 1938 à Toulouse et mort le 9 septembre 2017 à Nègrepelisse, est un homme politique français.

## Biographie
Fils d'un militant communiste et syndicaliste local, Claude Llabrès quitte l'école avec un CAP d'aide-Comptable.
Il adhère aux jeunesses communistes à l'âge de 18 ans et devient un militant très actif à Toulouse. Il échappe à la Guerre d'Algérie comme "soutien de famille", s'étant marié très jeune, en 1959, et ayant déjà deux enfants quand arrive pour lui l'âge de la conscription.
En 1960, grâce aux liens familiaux des Llabres avec Jean-Baptiste Doumeng, il devient un semi-permanent du parti communiste français, salarié par l'Union nationale de la jeunesse agricole, tout en grimpant dans la hiérarchie locale du parti jusqu'au secrétariat fédéral de la Haute-Garonne en 1966.
Sélectionné pour suivre l'école des cadres du parti, en 1968-69, il y rencontre Michel Cardoze avec qui il sympathise et se fait remarquer pour son manque de sérieux et d'assiduité. Son attitude lui vaudra une franche hostilité, pour longtemps, de la part d'un autre camarade de promotion, Maxime Gremetz.
Llabres devient cependant permanent du parti à partir de 1969, et participe même deux ans plus tard aux sessions de l'école internationale de Moscou. À cette occasion, il eut une aventure avec une interprète russe qui fut la cause directe de son divorce quand il rentra en France.
Après avoir soutenu, avec l'aide de Roland Leroy, la candidature de Robert Boules à la direction de la fédération de Haute-Garonne du parti, au moment où Jean Llante, titulaire du poste, passe la main en 1972, il prend lui-même la direction des communistes toulousains quatre ans plus tard. Il entre au comité central la même année.
En 1973, il est élu conseiller général de Haute-Garonne, dans le sixième canton de Toulouse. Réélu en 1976, il devient en 1979 vice-président du conseil général. En 1978, il avait été candidat malheureux aux législatives. Il est élu conseiller municipal de Toulouse de 1983 à 1989.
Après son échec aux cantonales en 1982, il est disponible pour prendre des responsabilités nationales. Il prend en charge, avec Guy Hermier, la section des intellectuels et de la culture et coordonne la rédaction du journal Révolution.
L'année précédente, il avait pourtant exprimé son désaccord avec l'analyse faite par Georges Marchais du résultat des élections européennes, qui avaient vu le PCF reculer encore.
En mars 1986, il fait partie des rares frondeurs qui refusent de s'associer à la critique émise par le comité central contre l'attitude de Pierre Juquin. Il rompt cependant avec le parti au moment de la désignation d'André Lajoinie comme candidat à l'élection présidentielle de 1988. Après avoir voté contre, il démissionne du comité central.
Il s'engage alors aux côtés de Pierre Juquin et devient le coordinateur national du Mouvement des rénovateurs communistes qui vient de se créer. Après l'échec de la candidature Juquin, il prend la tête des rénovateurs communistes et de leur liste aux élections européennes de 1989.
Le résultat extrêmement faible (à peine 0.4 % des voix) le convainc de l'inutilité de poursuivre l'expérience de la rénovation communiste. Après avoir vainement, à partir de 1990-91, tenté d'obtenir une alliance entre les Rénovateurs et le Parti socialiste, il se met à l'écriture (Mémoires d'Ex chez Ramsay, Les Tribulations d'un iconoclaste sur la planète rouge chez Calmann-Lévy, Le travail de deuil chez Autrement, Toulouse, mon amour chez Loubatières, Toulouse en noir et blanc chez Milan, etc.) et accepte la proposition du maire UDF de Toulouse, Dominique Baudis de s'occuper de dossiers culturels pour la Ville de Toulouse. Ce rapprochement vers une majorité de centre-droit le discrédite politiquement auprès d'une partie des militants de gauche.
Nommé conseiller culture au cabinet du maire en 1995, il quitte la vie politique active lorsque Dominique Baudis ne se représente pas, en 2001, prend sa retraite et se consacre à une écriture souvent polémique : La Dépêche du Midi et René Bousquet : un demi-siècle de silences (Fayard), L'Homme allongé (Aubéron), Les secrets du Capitole (Vent Terral), Les rouges, le milliardaire...et moi (Talaïa).

## Publications
- Toulouse mon amour, Loubatières, Portet-sur-Garonne, 1993
- Les Tribulations d'un iconoclaste sur la planète rouge, Calman-Levy, 1994
- La Dépêche du Midi et René Bousquet. Un demi-siècle de silence, Fayard, 2001
- L’Homme allongé, Aubéron, 2005
- Les Secrets du Capitole. Toulouse de Pierre Baudis à Jean-Luc Moudenc, avec Simon Maurency, Vent Terral, Valence d’Albigeois, 2007.

## Sources
- Pierre Juquin, De battre mon cœur n'a jamais cessé, L'Archipel, 2006
- Michel Dreyfus, PCF, crise et dissidences, Éditions complexe, 1990
- Dictionnaire biographique du mouvement ouvrier, notice de Marc Giovaninetti [lire en ligne]